# Andrea/Volta la carta
Andrea/Volta la carta è il 26º singolo discografico di Fabrizio De André pubblicato nel 1978 come primo estratto dall'album in studio Rimini.

## Brani

### Andrea
(Fabrizio De André durante il concerto tenuto al Teatro Smeraldo di Milano il 19/12/1992, appena prima di cantare Andrea a luci accese)
Andrea è diventato, negli anni, uno dei brani più fortemente antimilitaristi del cantautore ligure. Si tratta di una canzone sulle diversità (tema presente in innumerevoli brani di De André), che racconta la storia di un amore omosessuale durante la prima guerra mondiale, tra il contadino Andrea e un soldato dai riccioli neri partito per il fronte e morto in guerra. Il dolore della perdita spinge il povero Andrea a suicidarsi, gettandosi in un pozzo.
(Dai versi finali del brano)

### Volta la carta
Il brano affonda le sue radici in un filone di filastrocche di varie tradizioni italiane che accostano, verso dopo verso, concetti molto distanti tra loro (introdotti dalla frase «volta la carta»), ma spesso legati dalla rima, sfociando in quello che Bubola ha definito «un esempio di surrealismo popolare». Tra le strofe c'è inoltre una citazione della canzone popolare Madamadorè.
Il ritornello, che prende ispirazione contemporaneamente da una canzone popolare (Angiolina, bell'Angiolina) e dal neorealismo di Pane, amore e fantasia, racconta invece la storia di una ragazza di nome Angiolina, che inizialmente patisce delusioni d'amore a causa di un carabiniere, ma che infine riesce a trovare il suo uomo e sposarsi.
Nell'album dal vivo, Fabrizio De André in concerto - Arrangiamenti PFM del 1979 il cantautore ha riproposto in live entrambi i brani del disco riarrangiati dalla PFM.

## Tracce
Testi e musiche di Fabrizio De André e Massimo Bubola.
Lato A
1. Andrea – 5:24

Lato B
1. Volta la carta – 3:49

## Formazione
Gruppo
- Fabrizio De André – voce
- Dori Ghezzi – cori
- Gilberto Ziglioli – chitarra acustica
- Gian Piero Reverberi – tastiera
- Bruno Crovetto – basso
- Riccardo Pellegrino – violino

Produzione
- Tony Mimms – produttore